# Bud Norris
David Stefan « Bud » Norris (né le 2 mars 1985 à Greenbrae, Californie, États-Unis) est un lanceur droitier des Angels de Los Angeles de la Ligue majeure de baseball. 

## Carrière

### Astros de Houston

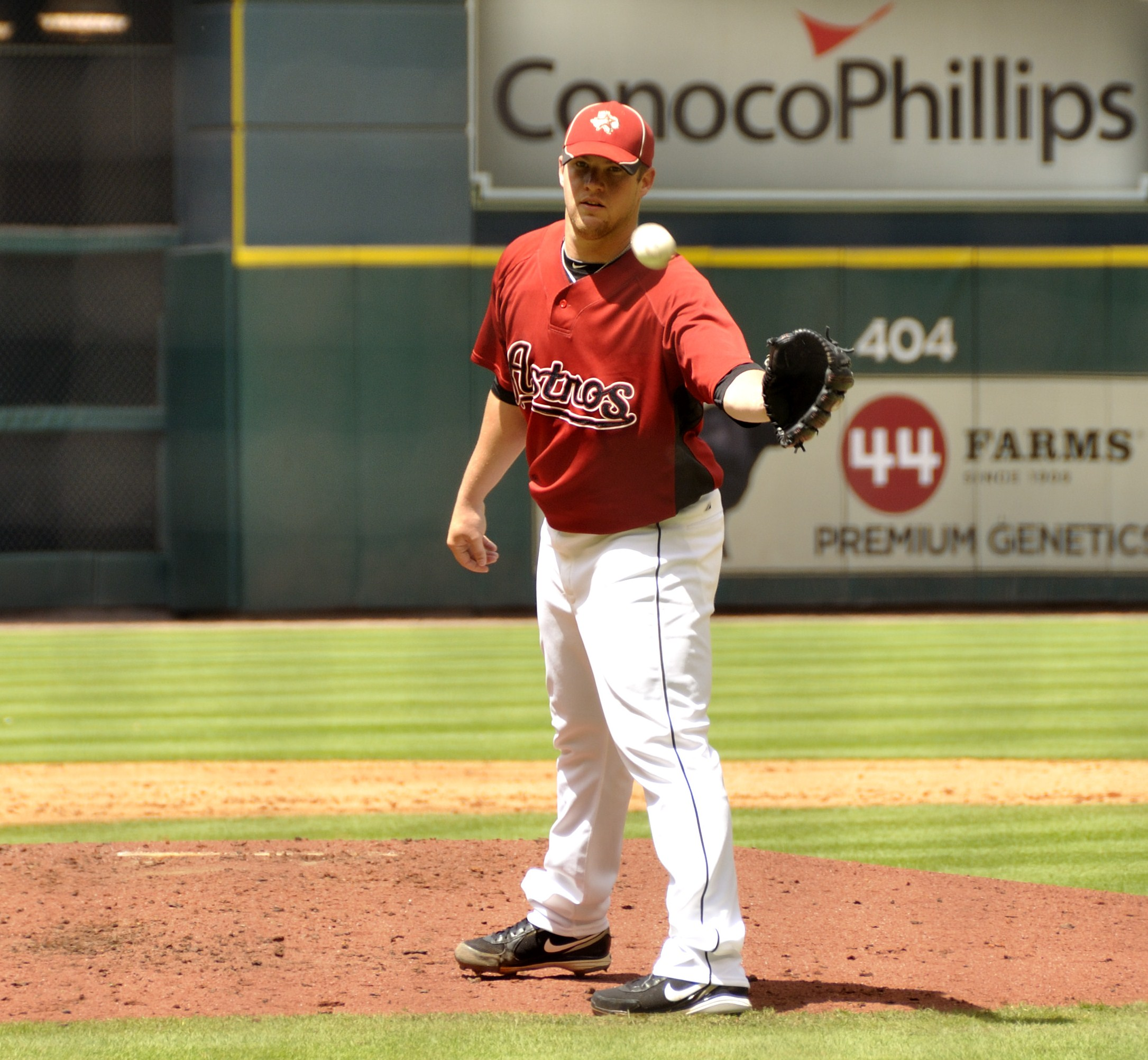
Bud Norris en avril 2010 avec les Astros de Houston.

Après des études secondaires à la San Marin High School de Novato (Californie), Bud Norris suit des études supérieures à l'université d'État polytechnique de Californie où il porte les couleurs des Mustangs de 2004 à 2006.  
Norris est repêché le 6 juin 2006 par les Astros de Houston au sixième tour de sélection. Il perçoit un bonus de 140 000 dollars à la signature de son premier contrat professionnel le 9 juin 2006. 
Norris passe trois saisons en Ligues mineures et est désigné meilleur lanceur de la Ligue de la côte du Pacifique (AAA) en 2009. Il fait ses débuts en Ligue majeure le 29 juillet 2009 comme lanceur de relève. Lanceur partant pour la première fois le 2 août 2009, il enregistre sa première victoire au plus haut niveau.
Norris est le lanceur partant des Astros lors de leur match d'ouverture face aux Rangers du Texas le 31 mars 2013, qui est aussi le premier match de la nouvelle saison de baseball et le premier match de l'histoire de la franchise en Ligue américaine. Il reçoit la victoire dans le gain de 8-2 de Houston.

### Orioles de Baltimore

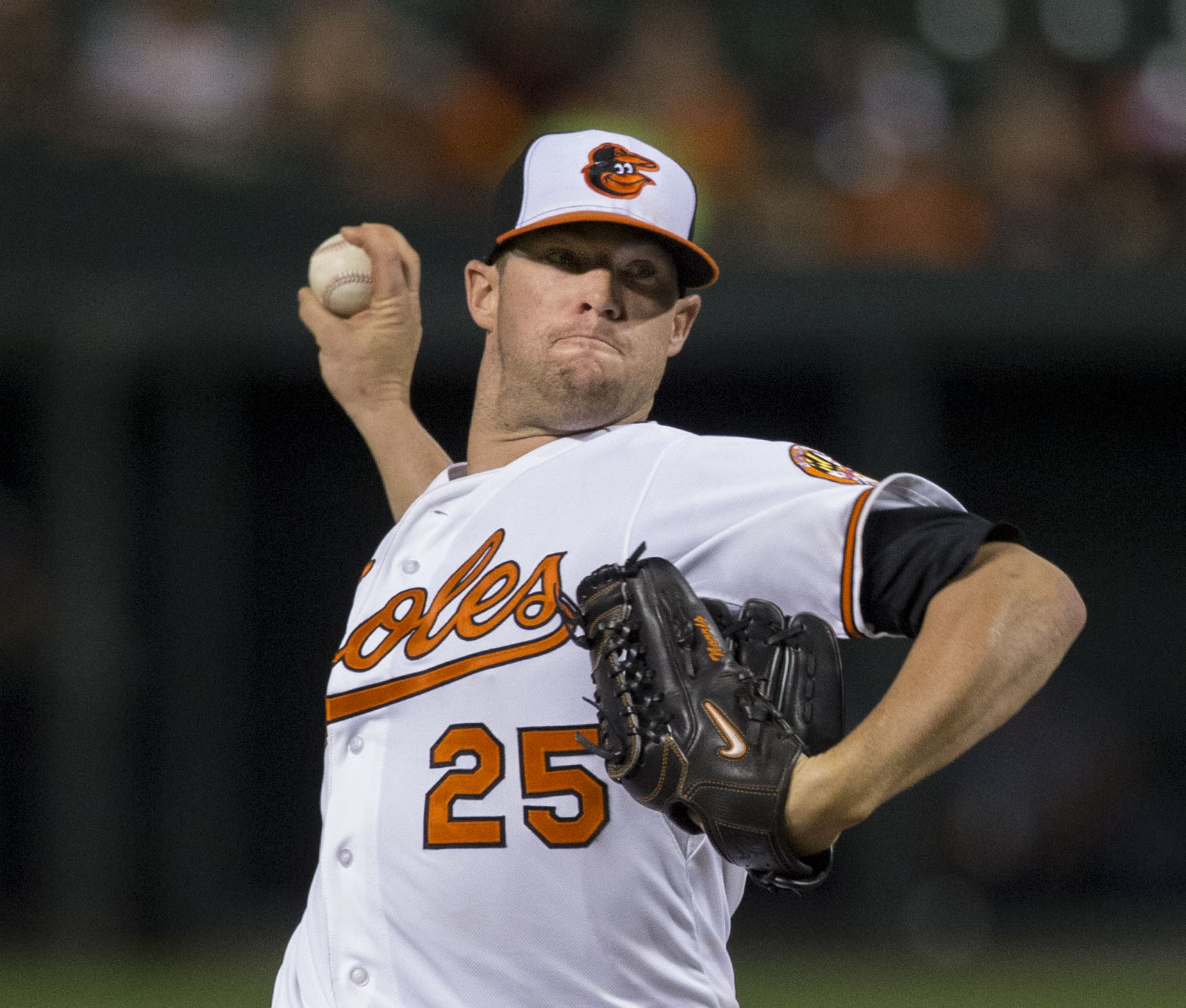
Bud Norris lançant en 2014 pour les Orioles de Baltimore.

Le 31 juillet 2013, les Astros échangent Norris aux Orioles de Baltimore pour le voltigeur L. J. Hoes et le lanceur gaucher Josh Hader. Il termine 2013 avec 10 victoires, 12 défaites et une moyenne de points mérités de 4,18 en 176 manches et deux tiers lancées au total pour deux équipes.
En 2014, Norris remporte 15 victoires contre 8 défaites en 28 départs pour Baltimore et sa moyenne de points mérités de 3,65 en 165 manches et un tiers est la meilleure de sa carrière. Il fait ses débuts en séries éliminatoires comme partant des Orioles le 5 octobre 2014 dans le 3e duel de la Série de divisions, et est le lanceur gagnant du match qui élimine les Tigers de Détroit.
En 11 départs et 7 présences en relève pour Baltimore en 2015, Norris encaisse 9 défaites contre deux victoires et possède une moyenne de points mérités très élevée de 7,06 en 66 manches et un tiers lancées. Il est libéré par les Orioles le 8 août.

### Padres de San Diego
Norris rejoint les Padres de San Diego le 11 août 2015. Les Padres ne le font lancer qu'en relève. Appelé à 20 reprises, il donne 10 points mérités en 16 manches et deux tiers pour une moyenne de 5,40. Il termine sa pire saison en carrière avec 3 victoires, 11 défaites et une moyenne de points mérités de 6,72 en 83 manches lancées au total pour Baltimore et San Diego.

### Braves d'Atlanta
Le 25 novembre 2015, Norris signe un contrat de 2,5 millions de dollars pour une saison avec les Braves d'Atlanta. 

### Dodgers de Los Angeles
Le 30 juin 2016, Norris est échangé des Braves d'Atlanta aux Dodgers de Los Angeles.

### Angels de Los Angeles
Norris rejoint en 2017 les Angels de Los Angeles.

## Statistiques
| Saison | Équipe  | G  | GS | CG | SHO | V  | D  | SV | IP    | SO  | ERA  |
| ------ | ------- | -- | -- | -- | --- | -- | -- | -- | ----- | --- | ---- |
| 2009   | Houston | 11 | 10 | 0  | 0   | 6  | 3  | 0  | 55.2  | 54  | 4,53 |
| 2010   | Houston | 27 | 27 | 0  | 0   | 9  | 10 | 0  | 153.2 | 158 | 4,92 |
| Totaux | Totaux  | 38 | 37 | 0  | 0   | 15 | 13 | 0  | 209.1 | 212 | 4,82 |

Note : G = Matches joués ; GS = Matches comme lanceur partant ; CG = Matches complets ; SHO = Blanchissages ; 
V = Victoires ; D = Défaites ; SV = Sauvetages ; IP = Manches lancées ; SO = Retraits sur des prises ; ERA = Moyenne de points mérités.